# 烏丸光康
烏丸 光康（からすまる みつやす）は、戦国時代から安土桃山時代にかけての公卿。 官位は従一位・准大臣。

## 生涯
永正10年（1513年）10月13日、烏丸冬光の子として誕生。
将軍・足利義晴と親しく、大永7年（1527年）には近江にいた義晴のもとに下向した。
享禄4年（1531年）1月、義晴が従三位・権大納言に昇進した際、勅使・清原業賢が朽木に下向してその宣旨を下したが、その対面時には光康が申次を務めていた。
同年、越前に下向した。
天文6年（1537年）2月19日、参議となる。
天文16年（1547年）3月、足利義輝・義輝父子が北白川城に籠城すると、光康も日野晴光や高倉永家、町資将、賀茂在留ら公家衆とともに付き従った。
永禄12年（1569年）8月14日、光康は嫡子の光宣、山科言継、飛鳥井雅春と共に、岐阜城の織田信長のもとに赴き、鳥一羽、太刀（金作り）、馬代（金十両）、居唐金鉢を贈った。
元亀元年（1570年）8月27日、光康は正親町実彦はと共に、野田・福島に陣取る三好三人衆と交戦中の信長のもとに赴いた。
元亀2年（1571年）4月14日、嫡子・光宣に足利将軍家から嫁いでいた入江殿（将軍・足利義昭の姉）が急死すると、後難を恐れた光宣は出奔した。これに激怒した義昭は、同月28日に一色藤長らに烏丸邸を襲わせている。また、光宣の出奔により、光康は閉門処分となった。
元亀3年（1572年）9月、信長が義昭に対し、異見十七ヶ条を提出した。信長はその中で、光宣に対する処置を妥当とするものの、光康は赦免するように申し上げたと記している。
天正7年（1579年）4月27日、薨去。享年67（満65歳没）。